# Марвен Мартен
Марве́н Марте́н, також Марві́н Марта́н (фр. Marvin Martin, нар. 10 січня 1988, Париж) — французький футболіст, півзахисник. Відомий виступами за «Сошо», «Лілль» та національну збірну Франції.

## Клубна кар'єра
Вихованець юнацьких команд футбольних клубів «Атлетік де Парі», «Монтруж» та «Сошо».
У дорослому футболі дебютував 2008 року виступами за команду клубу «Сошо». Провів у складі команди понад 100 матчів чемпіонату.
1 липня 2012 року перейшов до «Лілля», з яким уклав п'ятирічний контракт.
Погана форма та постійні травми вилились у те, що протягом трьох сезонів Мартан не забив жодного гола за «догів».
А в лютому 2015 року травма коліна вибила з гри футболіста ще на три місяці.

## Виступи за збірну
Протягом 2008–2011 років залучався до складу молодіжної збірної Франції. На молодіжному рівні зіграв у 10 офіційних матчах.
2011 року дебютував в офіційних матчах у складі національної збірної Франції. Наразі провів у формі головної команди країни 15 матчів, забивши 2 голи.

## Клубна статистика
(Станом на 3 січня 2016 року)
| Клуб    | Сезон   | Чемпіонат | Чемпіонат | Чемпіонат | Кубки | Кубки | Кубки | Єврокубки | Єврокубки | Єврокубки | Всього | Всього | Всього |
| Клуб    | Сезон   | Матчі     | Голи      | Паси      | Матчі | Голи  | Паси  | Матчі     | Голи      | Паси      | Матчі  | Голи   | Паси   |
| ------- | ------- | --------- | --------- | --------- | ----- | ----- | ----- | --------- | --------- | --------- | ------ | ------ | ------ |
| «Сошо»  | 2008-09 | 27        | 1         | 3         | 3     | 0     | 0     | —         | —         | —         | 30     | 1      | 3      |
| «Сошо»  | 2009-10 | 36        | 2         | 4         | 4     | 2     | 0     | —         | —         | —         | 40     | 4      | 4      |
| «Сошо»  | 2010-11 | 37        | 3         | 19        | 4     | 1     | 0     | —         | —         | —         | 41     | 4      | 19     |
| «Сошо»  | 2011-12 | 33        | 2         | 8         | 1     | 0     | 0     | 2         | 0         | 0         | 36     | 2      | 8      |
| Total   | Total   | 133       | 8         | 32        | 12    | 3     | 0     | 2         | 0         | 0         | 147    | 11     | 32     |
| «Лілль» | 2012-13 | 32        | 0         | 7         | 6     | 0     | 2     | 7         | 0         | 0         | 45     | 0      | 9      |
| «Лілль» | 2013-14 | 20        | 0         | 3         | 2     | 0     | 0     | —         | —         | —         | 22     | 0      | 3      |
| «Лілль» | 2014-15 | 6         | 0         | 0         | 0     | 0     | 0     | 2         | 0         | 0         | 8      | 0      | 0      |
| «Лілль» | 2015-16 | 11        | 0         | 1         | 2     | 0     | 0     | —         | —         | —         | 13     | 0      | 1      |
| Всього  | Всього  | 69        | 0         | 11        | 10    | 0     | 2     | 9         | 0         | 0         | 88     | 0      | 13     |
| Всього  | Всього  | 202       | 8         | 43        | 22    | 3     | 2     | 9         | 0         | 0         | 227    | 11     | 45     |